# Gouverneurswahlen in den Vereinigten Staaten 2008

Ergebnisse der Gouverneurswahlen in elf Bundesstaaten am 4. November 2008:
Durch die Republikaner verteidigt (North Dakota, Utah, Vermont, Indiana)
Durch die Demokraten verteidigt (North Carolina, Washington, Montana, Delaware, New Hampshire, West Virginia)
Durch die Demokraten hinzugewonnen (Missouri)

Die Gouverneurswahlen in den Vereinigten Staaten 2008 fanden am 4. November 2008 statt. Von den elf zur Wahl stehenden Posten wurden sechs von Demokraten und fünf von Republikanern gehalten. Im Ergebnis konnten die Demokraten den Gouverneursposten in Missouri hinzugewinnen. Damit stellen die Demokraten 29 und Republikaner 21 der insgesamt 50 Gouverneure. Außerdem wurden an diesem Tag noch die Gouverneure von Amerikanisch-Samoa und Puerto Rico gewählt. Beide Gebiete stehen zwar unter amerikanischer Verwaltung, sind jedoch keine Bundesstaaten.
Am selben Tag fanden auch die Präsidentschaftswahl, die Wahl zum Repräsentantenhaus und die Wahlen zum Senat statt.

## Offene Sitze
- Delaware – Ruth Ann Minner (D – befristete Amtszeit)
- North Carolina – Mike Easley (D – befristete Amtszeit)
- Missouri – Matt Blunt (R – kandidierte wegen schlechter Umfragewerte nicht erneut)

## Demokratische Amtsinhaber
- Montana – Brian Schweitzer
- New Hampshire – John Lynch
- Washington – Christine Gregoire
- West Virginia – Joe Manchin

## Republikanische Amtsinhaber
- Indiana – Mitchell Daniels
- North Dakota – John Hoeven
- Utah – Jon Huntsman
- Vermont – Jim Douglas

## Meinungsumfragen
Die Meinungsumfragen vor der Wahl sagten für North Dakota, Utah und Vermont einen erneuten republikanischen Sieg voraus. Montana, West Virginia, Delaware und New Hampshire sollten relativ sicher wieder an die Demokraten gehen. In Indiana wurde ein republikanischer Sieg für wahrscheinlich gehalten. In Washington, North Carolina und in Missouri hatten die demokratischen Kandidaten in den Umfragen einen leichten Vorsprung.
| Bisher Republikanisch | Bisher Republikanisch | Voraussage       | Voraussage       | Voraussage    |
| Staat                 | Amtsinhaber           | Sabato           | UpFrontPolitics  | CQ Politics   |
| --------------------- | --------------------- | ---------------- | ---------------- | ------------- |
| ND                    | Hoeven                | Solide R         | Sicher R         | Sicher R      |
| UT                    | Huntsman              | Solide R         | Sicher R         | Sicher R      |
| VT                    | Douglas               | Solide R         | Wahrscheinlich R | Sicher R      |
| IN                    | Daniels               | Wahrscheinlich R | Knapp R          | Knapp R       |
| MO                    | (Blunt)               | Offen            | Knapp D          | Offen         |
| Bisher Demokratisch   | Bisher Demokratisch   | Voraussage       | Voraussage       | Voraussage    |
| Staat                 | Imtsinhaber           | Sabato           | UpFrontPolitics  | CQ Politics   |
| WA                    | Gregoire              | Offen            | Knapp D          | Knapp D       |
| NC                    | (Easley)              | Wahrscheinlich D | Knapp D          | Knapp D       |
| DE                    | (Minner)              | Wahrscheinlich D | Sicher D         | D Favorisiert |
| MT                    | Schweitzer            | Solide D         | Sicher D         | D Favorisiert |
| NH                    | Lynch                 | Solide D         | Sicher D         | Sicher D      |
| WV                    | Manchin               | Solide D         | Sicher D         | Sicher D      |

## Endgültige Ergebnisse nach Einzelstaaten
| Staat              | Amtierender Gouverneur | Wahlstatus 2008         | Demokratischer Kandidat     | Republikanischer Kandidat  | Andere Kandidaten | Resultate                                 |
| ------------------ | ---------------------- | ----------------------- | --------------------------- | -------------------------- | --- | ----------------------------------------- |
| Amerikanisch-Samoa | Togiola Tulafono       | Kandidat für Wiederwahl | Togiola Tulafono – 41,3 %   | Keiner                     | Utu Abe Malae (I) – 31,4 % Afoa Moega Lutu (I) – 26,8 % Tuika Tuika – 0,5 %                                                          | Stichwahl                                 |
| Delaware           | Ruth Ann Minner        | Amtszeit beschränkt     | Jack A. Markell – 67,5 %    | William Swain Lee – 32,0 % | Jeffrey Brown (BE) – 0,5 % | durch die Demokraten gehalten             |
| Indiana            | Mitch Daniels          | Kandidat für Wiederwahl | Jill Long Thompson – 40,1 % | Mitch Daniels – 57,8 %     | Andy Horning (L) – 2,1 % | wiedergewählt                             |
| Missouri           | Matt Blunt             | keine neue Kandidatur   | Jay Nixon – 58,4 %          | Kenny Hulshof – 39,5 %     | Andrew Finkenstadt (L) – 1,1 % Gregory Thompson (C) – 1,0 %                                                                          | demokratischer Sieg                       |
| Montana            | Brian Schweitzer       | Kandidat für Wiederwahl | Brian Schweitzer – 65,4 %   | Roy Brown – 32,6 %         | Stan Jones (L) – 2,0 % | wiedergewählt                             |
| New Hampshire      | John Lynch             | Kandidat für Wiederwahl | John Lynch – 70,2 %         | Joe Kenney – 27,6 %        | Susan Newell – 2,2 % | wiedergewählt                             |
| North Carolina     | Mike Easley            | Amtszeit beschränkt     | Beverly Perdue – 50,2 %     | Pat McCrory – 46,9 %       | Michael Munger (L) – 2,9 % | durch die Demokraten behauptet            |
| North Dakota       | John Hoeven            | Kandidat für Wiederwahl | Tim Mathern – 23,5 %        | John Hoeven – 74,4 %       | DuWayne Hendrickson (I) – 2,1 % | wiedergewählt                             |
| Puerto Rico        | Aníbal Acevedo Vilá    | Kandidat für Wiederwahl | keiner                      | keiner                     | Luis G. Fortuño (NP) – 52,7 % Aníbal Acevedo Vilá (PD) – 41,3 % Rogelio Figueroa (PRfPR) – 2,8 % Edwin Irizarry Mora (PRI) – 2,0 %   | abgewählt gewählt wurde Luis Fortuño (NP) |
| Utah               | Jon Huntsman           | Kandidat für Wiederwahl | Bob Springmeyer – 19,7 %    | Jon Huntsman – 77,7 %      | Dell Schanze – 2,6 % | wiedergewählt                             |
| Vermont            | Jim Douglas            | Kandidat für Wiederwahl | Gaye Symington – 21,1 %     | Jim Douglas – 54,7 %       | Anthony Pollina (I) – 21,2 % Tony O’Connor (I) – 1,1 % Sam Young (I) – 0,8 % Pete Diamondstone (LU) – 0,6 % Cris Ericson (I) – 0,5 % | wiedergewählt                             |
| Washington         | Christine Gregoire     | Kandidat für Wiederwahl | Christine Gregoire – 53,3 % | Dino Rossi – 46,7 %        | | wiedergewählt                             |
| West Virginia      | Joe Manchin            | Kandidat für Wiederwahl | Joe Manchin – 69,8 %        | Russ Weeks – 25,7 %        | Jesse Johnson (M) – 4,5 % | wiedergewählt                             |